# Morărești
Morărești è un comune della Romania di 1 958 abitanti, ubicato nel distretto di Argeș, nella regione storica della Muntenia.